# Plecopterodes alyphophanes
Plecopterodes alyphophanes là một loài bướm đêm trong họ Noctuidae.